# Helena Kallianiotes
Helena Kallianiotes (24 marzo 1938) è un'attrice ed ex ballerina greca naturalizzata statunitense.

## Filmografia parziale
- Cinque pezzi facili (Five Easy Pieces), regia di Bob Rafelson (1970)
- A.A.A. Ragazza affittasi per fare bambino (The Baby Maker), regia di James Bridges (1970)
- La bomba di Kansas City (Kansas City Bomber), regia di Jerrold Freedman (1972)
- Shanks, regia di William Castle (1974)
- Detective Harper: acqua alla gola (The Drowning Pool), regia di Stuart Rosenberg (1975)
- Il gigante della strada (Stay Hungry), regia di Bob Rafelson (1976)
- The Passover Plot, regia di Michael Campus (1976)
- Renaldo and Clara, regia di Bob Dylan (1978)
- Eureka, regia di Nicolas Roeg (1983)
- Ore contate (Catchfire), regia di Dennis Hopper (1990)